# Robert Huscher
Robert Huscher (Jamaica, 23 gennaio 1938 – Inverness, 12 febbraio 2024) è stato un bobbista statunitense.

## Biografia
Robert Huscher nacque a New York, precisamente a Jamaica un quartiere nel Queens, il 23 gennaio 1938.
Vinse una medaglia di bronzo nella sua disciplina, ottenuta ai campionati mondiali del 1969 (edizione tenutasi a Lake Placid, Stati Uniti d'America) insieme ai suoi connazionali Les Fenner, Allen Hachigian e Howard Siler. In quell'edizione l'oro andò alla nazionale tedesca.
Morì a Inverness, in Florida, il 12 febbraio 2024 all'età di 86 anni.